# Funkcija (matematika)
Fúnkcija {\displaystyle f:A\longrightarrow B} je v matematiki preslikava, ki vsakemu elementu množice A priredi natanko en element množice B.
Če definiramo funkcijo {\displaystyle f:a\longmapsto b}, je a podatek ali original, b pa je funkcijska vrednost oziroma rezultat ali slika. Funkcijsko zvezo lahko krajše zapišemo {\displaystyle b=f(a)}.
Množico vseh originalov (množico A) imenujemo definicijsko območje funkcije - {\displaystyle {\mathcal {D}}_{f}}, množico vseh slik pa zaloga vrednosti funkcije - {\displaystyle {\mathcal {Z}}_{f}} (to je v splošnem podmnožica množice B).

## Vrste funkcij
Funkcija realne spremenljivke je funkcija, ki ima za podatke realna števila, tj.: 
{\displaystyle {\mathcal {D}}_{f}\subseteq \mathbb {R} }.
Realna funkcija je funkcija, ki ima za rezultate realna števila, tj.: 
{\displaystyle {\mathcal {Z}}_{f}\subseteq \mathbb {R} }.
Realna funkcija realne spremenljivke je funkcija, ki ima za podatke in za rezultate realna števila, tj.: 
{\displaystyle {\mathcal {D}}_{f}\subseteq \mathbb {R} ,~{\mathcal {Z}}_{f}\subseteq \mathbb {R} }.
Izraz funkcija v ožjem pomenu besede pomeni realna funkcija realne spremenljivke, saj ravno takšne funkcije matematika najpogosteje preučuje. Táko funkcijo lahko tudi ponazorimo z grafom v kartezični ravnini - graf funkcije je množica točk {\displaystyle (x,y)}, za katere velja zveza {\displaystyle y=f(x)}.
Izraz funkcija se v matematiki najpogosteje uporablja v ožjem pomenu (realna funkcija realne spremenljivke), vendar pa včasih to besedo uporabljamo tudi v širšem pomenu - za splošnejše preslikave, npr.:
- realne funkcije naravne spremenljivke, ki se imenujejo tudi zaporedja: {\displaystyle {\mathcal {D}}_{f}=\mathbb {N} ,~{\mathcal {Z}}_{f}\subseteq \mathbb {R} }
- kompleksne funkcije kompleksne spremenljivke, ki imajo za podatke in rezultate kompleksna števila: {\displaystyle {\mathcal {D}}_{f}\subseteq \mathbb {C} ,~{\mathcal {Z}}_{f}\subseteq \mathbb {C} }

## Značilnosti funkcij
Funkcija {\displaystyle f:A\longrightarrow B} je:
- injektivna, če vsak par različnih elementov iz množice A preslika v par različnih elementov v množici B;
- surjektivna, če je vsak element iz množice B slika vsaj enega elementa iz množice A;
- bijektivna, če je injektivna in surjektivna hkrati.

Funkcija f je
- soda funkcija, če za vsak x velja: {\displaystyle f(-x)=f(x)\!\,}
- liha funkcija, če za vsak x velja: {\displaystyle f(-x)=-f(x)\!\,}

Funkcija f je na danem intervalu (a, b)
- naraščajoča , če velja: {\displaystyle x_{1}<x_{2}\Rightarrow f(x_{1})<f(x_{2})}
- padajoča, če velja {\displaystyle x_{1}<x_{2}\Rightarrow f(x_{1})>f(x_{2})}.

Ničla funkcije je tam, kjer je {\displaystyle f(a)=0} oz. kjer se graf funkcije stika z abcisno (vodoravno) osjo.